# Aitor Cantalapiedra
Aitor Cantalapiedra (Barcellona, 10 febbraio 1996) è un calciatore spagnolo, centrocampista o attaccante dell'AEK Larnaca.

## Carriera
Cresciuto nelle giovanili e nelle riserve del Barcellona, ha militato nella seconda squadra di Villarreal e Siviglia. Il 31 luglio 2018 il giovane firma con il Twente, club appena retrocesso in Eerste Divisie dopo una disastrosa stagione in Eredivisie. Debutta alla prima giornata nel match vinto 2-1 contro lo Sparta Rotterdam, mentre realizza la prima rete con la nuova maglia nella partita persa 2-1 contro l’TOP Oss, valevole per la 4ª giornata di campionato. Il 23 gennaio 2019 realizza la sua prima doppietta personale, nel match perso 3-2 contro il Willem II nei quarti di finale di KNVB Beker. Segna 13 gol in 35 partite contribuendo al ritorno immediato del club in Eredivisie. Nella stagione 2019-2020 di massima serie mette a referto 21 presenze, 7 gol e 6 assist e, nel giugno 2020, annuncia la separazione dal club di Enschede.

## Statistiche

### Presenze e reti nei club
Statistiche aggiornate al 2 ottobre 2022.
| Stagione             | Squadra              | Campionato           | Campionato | Campionato | Coppe nazionali | Coppe nazionali | Coppe nazionali | Coppe continentali | Coppe continentali | Coppe continentali | Altre coppe | Altre coppe | Altre coppe | Totale | Totale |
| Stagione             | Squadra              | Comp                 | Pres       | Reti       | Comp            | Pres            | Reti            | Comp               | Pres               | Reti               | Comp        | Pres        | Reti        | Pres   | Reti   |
| -------------------- | -------------------- | -------------------- | ---------- | ---------- | --------------- | --------------- | --------------- | ------------------ | ------------------ | ------------------ | ----------- | ----------- | ----------- | ------ | ------ |
| 2015-gen. 2016       | Barcellona B         | SDB                  | 18         | 4          | -               | -               | -               | -                  | -                  | -                  | -           | -           | -           | 18     | 4      |
| 2015-gen. 2016       | Barcellona           | PD                   | 0          | 0          | CR              | 2               | 0               | UCL                | 0                  | 0                  | SS+SU+CmC   | -           | -           | 2      | 0      |
| gen.-giu. 2016       | Villarreal B         | SDB                  | 14         | 0          | -               | -               | -               | -                  | -                  | -                  | -           | -           | -           | 14     | 0      |
| 2016-2017            | Villarreal B         | SDB                  | 33         | 2          | -               | -               | -               | -                  | -                  | -                  | -           | -           | -           | 33     | 2      |
| Totale Villarreal B  | Totale Villarreal B  | Totale Villarreal B  | 47         | 2          |                 | -               | -               |                    | -                  | -                  |             | -           | -           | 47     | 2      |
| 2016-2017            | Villarreal           | PD                   | 1          | 0          | CR              | 0               | 0               | UCL+UEL            | 0                  | 0                  | -           | -           | -           | 1      | 0      |
| 2017-2018            | Siviglia Atlético    | SD                   | 21         | 1          | -               | -               | -               | -                  | -                  | -                  | -           | -           | -           | 21     | 1      |
| 2018-2019            | Twente               | ED                   | 35         | 13         | CO              | 4               | 3               | -                  | -                  | -                  | -           | -           | -           | 39     | 16     |
| 2019-2020            | Twente               | E                    | 21         | 7          | CO              | 1               | 1               | -                  | -                  | -                  | -           | -           | -           | 22     | 8      |
| Totale Twente        | Totale Twente        | Totale Twente        | 56         | 20         |                 | 5               | 4               |                    | -                  | -                  |             | -           | -           | 61     | 24     |
| 2020-2021            | Panathīnaïkos        | SLE                  | 17+5       | 2+1        | KE              | 2               | 0               | -                  | -                  | -                  | -           | -           | -           | 24     | 3      |
| 2021-2022            | Panathīnaïkos        | SLE                  | 21+9       | 4+3        | KE              | 7               | 2               | -                  | -                  | -                  | -           | -           | -           | 37     | 9      |
| 2022-2023            | Panathīnaïkos        | SLE                  | 9          | 8          | KE              | 0               | 0               | UECL               | 2                  | 0                  | -           | -           | -           | 11     | 8      |
| Totale Panathīnaïkos | Totale Panathīnaïkos | Totale Panathīnaïkos | 47+14      | 14+4       |                 | 9               | 2               |                    | 2                  | 0                  |             | -           | -           | 72     | 20     |
| Totale carriera      | Totale carriera      | Totale carriera      | 204        | 45         |                 | 16              | 6               |                    | 2                  | 0                  |             | -           | -           | 222    | 51     |

## Palmarès

### Club
- Eerste Divisie: 1

Twente: 2018-2019
- Coppa di Grecia: 2

Panathīnaïkos: 2021-2022, 2023-2024
- Coppa di Cipro: 1

AEK Larnaca: 2024-2025